# Dębniki (Komarowo)
Dębniki (potocznie Dębinki) – nieoficjalna część wsi Komarowo, w województwie zachodniopomorskim, w powiecie goleniowskim, w gminie Goleniów. Nazwa w poprzednich zestawieniach Państwowego Rejestru Nazw Geograficznych występowała również jako uroczysko-dawna miejscowość.
Miejscowość niezamieszkana, znajduje się w niej zabudowa rolnicza.

## Historia
Przed 1945 r. miejscowość położona była w prowincji Pomorze, w rejencji szczecińskiej, w powiecie Naugard (do 1939 w powiecie Randow) w Niemczech.
Do 1945 r. niemiecką nazwą była Dammhorst. W 1948 r. ustalono urzędowo polską nazwę osady Dębniki.